# Nowe Pole (województwo warmińsko-mazurskie)
Nowe Pole – przysiółek w Polsce położony w województwie warmińsko-mazurskim, w powiecie elbląskim, w gminie Elbląg. Współcześnie część miejscowości należy do miasta Elbląga jako niezabudowany obszar między Dąbkami a Zatorzem. 
Wieś komornictwa zewnętrznego Elbląga w XVII i XVIII wieku. W latach 1975–1998 miejscowość administracyjnie należała do województwa elbląskiego.